# Somatina hombergi
Somatina hombergi là một loài bướm đêm trong họ Geometridae.